# Karol Kisel
Karol Kisel (* 15. března 1977, Košice) je bývalý fotbalový záložník a reprezentant Slovenska, aktivní kariéru ukončil v českém klubu SK Slavia Praha 2. prosince 2013. Prošel angažmá na Slovensku, v České republice a v Austrálii.
Ve Slavii Praha působil od 1. ledna 2014 do června 2015 ve funkci sportovního ředitele. Je také členem týmu Real TOP Praha, v jehož dresu se zúčastňuje charitativních zápasů a akcí.

## Klubová kariéra
Karol Kisel se narodil v Košicích. V místním klubu Lokomotiva začal s fotbalem, díky němuž se po vojně v Dukle Trenčín dostal do České republiky.

### Bohemians 1905
V roce 2000 si ho vyhlédl do pražských Bohemians 1905 trenér Vlastimil Petržela. V Bohemians strávil tři a půl roku, během nichž bojoval jak o nejvyšší ligové pocty, tak o záchranu.
Dostal se také do slovenské reprezentace do 21 let a zúčastnil se s ní mistrovství Evropy na Slovensku v roce 2000 a olympijských her v Sydney ve stejném roce.

### FC Slovan Liberec
V roce 2003 Bohemians sestoupili z ligy a Kisel přestoupil za 6 milionů korun do Slovanu Liberec. Během působení v Liberci se natrvalo prosadil i do slovenské seniorské reprezentace. Pravidelně patřil mezi nejlepší cizince v české lize a létě 2005 po něm sáhla pražská Sparta.
Do Slovanu se ještě na chvíli vrátil po svém angažmá ve Spartě.

### AC Sparta Praha
Protože Kiselovi v Liberci končila smlouva přišel do pražského klubu téměř zadarmo. Avšak do Sparty zamířil v době, kdy nejslavnější český klub prodělával největší krizi za posledních dvacet let. Od svého příchodu zažil tři trenéry a až ten poslední, Michal Bílek, dokázal úpadek zastavit. Přesto nelze říct, že by tři roky v rudém dresu Sparty byly pro Kisela neúspěšné. S týmem vyhrál třikrát Pohár Českomoravského fotbalového svazu a získal velmi ceněný double (vítězství v národním poháru a lize). Zahrál si i v poháru UEFA. V zimě 2009 ukončil ve Spartě smlouvu, když nepřesvědčil trenéra Jozefa Chovance a sám sobě domluvil amatérské angažmá v Liberci.

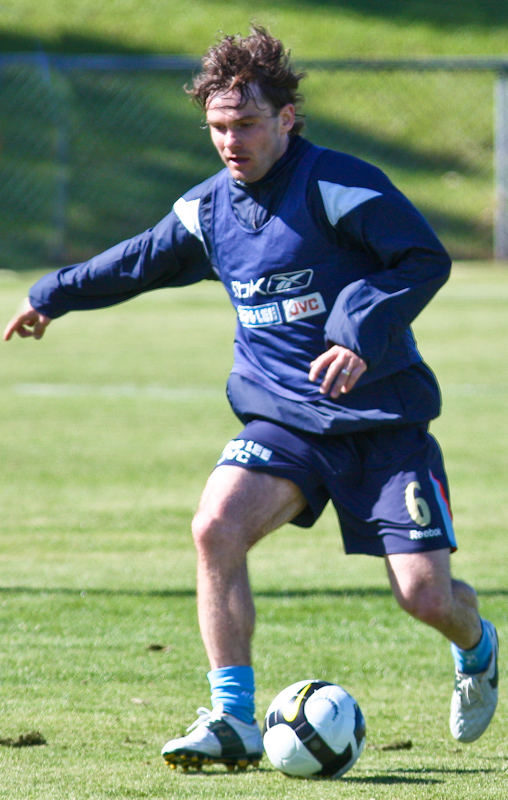
Karol Kisel během angažmá v Sydney FC.

### Sydney FC
V létě roku 2009 zamířil do australského Sydney FC, kde si jej přivedl trenér Vítězslav Lavička. Karol Kisel podepsal s klubem roční smlouvu a ve své první sezoně v Austrálii získal ligový titul.

### SK Slavia Praha
O rok později v Austrálii nepokračoval a nechal se zlákat trenérem Karlem Jarolímem do pražské Slavie. Pod trenérem Jarolímem se v sezóně 2010/11 stal nejlepším střelcem týmu společně s útočníkem Zbyňkem Pospěchem a pomohl tak Slavii Praha svými výkony v těžkých chvílích k záchraně v první lize. V době, kdy „sešívaným“ (přezdívka pražského klubu a jeho hráčů) hrozila ztráta prvoligové licence kvůli vysokým dluhům, patřil Kisel k oporám mužstva a zároveň byl v jarní části sezóny kapitánem.

### Sydney FC (návrat)
Před sezonou 2011/2012 se vrátil do Sydney FC. Nemohl hrát asijskou Ligu mistrů (Liga mistrů AFC), protože Sydney FC už mělo naplněnou kvótu cizinců. Kisel odehrál poslední zápas v dresu australského klubu dne 30. března 2012 proti Wellingtonu Phoenix.

### SK Slavia Praha (návrat)
22. května 2012 potvrdila Slavia Praha Kiselův návrat z Austrálie. Karol uvažoval o ukončení aktivní fotbalové kariéry, nakonec ale na nabídku Slavie Praha kývl a podepsal roční kontrakt. V klubu dostal mimo hráčské povinnosti i roli šéfmanažera mládeže. Na hřišti nosil kapitánskou pásku. Na začátku sezóny 2012/13 Gambrinus ligy se Karol Kisel trefil v každém z prvních tří zápasů, jeho 3 góly však nestačily na víc než remízy (postupně 3:3 s Vysočinou Jihlava, 2:2 s Baníkem Ostrava a 1:1 se Sigmou Olomouc). Ve 4. ligovém kole následovala porážka v Mladé Boleslavi (FK Mladá Boleslav zvítězila 1:0), v pátém se Karol Kisel opět střelecky prosadil, dokonce dvakrát. Napomohl tak k domácí vysoké výhře Slavie nad Zbrojovkou Brno 5:0 a stal se s 5 vstřelenými góly v 5 utkáních prozatímním nejlepším střelcem Gambrinus ligy. Gól proti Olomouci byl později překlasifikován jako vlastní gól Michala Vepřeka. 16. března 2013 vstřelil gól proti Liberci, utkání nakonec skončilo vítězstvím pražského týmu 3:1. V dohrávce 24. kola 22. dubna 2013 zařídil svým gólem vítězství 1:0 nad Slováckem. V květnu 2013 prodloužil se Slavií smlouvu do června 2014. 26. května 2013 v předposledním ligovém kole přispěl gólem k výhře 3:0 nad Hradcem Králové, jenž se tak stal jistým sestupujícím.
V následující sezóně 2013/14 se poprvé střelecky prosadil 28. července 2013 ve druhém ligovém kole proti domácímu týmu FC Slovan Liberec, jeho gól na zisk bodů nestačil, neboť pražský klub podlehl soupeři 1:2. Ve 4. ligovém kole 9. srpna zařídil jedinou brankou zisk tří bodů pro Slavii v pražském derby proti domácí Dukle, bylo to první vítězství Slavie v sezóně. 19. srpna 2013 dostal v domácím utkání s Teplicemi v 69. minutě žlutou kartu za zakopnutí míče a ihned druhou za protesty, čili následovalo vyloučení. Oslabená Slavia prohrála historickým debaklem 0:7. V ligovém derby 28. září 2013 proti Spartě Praha byl opět po dvou žlutých kartách vyloučen (porážka Slavie 0:2). 2. prosince 2013 ukončil zápasem proti Slovanu Liberec (výhra 2:1) aktivní hráčskou kariéru.

## Reprezentační kariéra
Karol Kisel nastoupil za slovenskou reprezentaci do 21 let a zúčastnil se s ní mistrovství Evropy v roce 2000 konaném na Slovensku (kde domácí tým skončil na 4. místě). Za reprezentaci do 23 let nastoupil na Letních olympijských hrách v Sydney ve stejném roce (zde Slovensko skončilo se ziskem 3 bodů na posledním místě základní skupiny D za Brazílií, Japonskem a Jihoafrickou republikou).
V A-mužstvu Slovenska debutoval 29. dubna 2002 na turnaji Kirin Cup proti domácímu Japonsku (výhra Japonska 1:0), Kisel hrál do 90. minuty, kdy byl střídán. Celkem odehrál v letech 2002–2007 za A-mužstvo Slovenska 25 zápasů a vstřelil 1 gól (v kvalifikačním utkání proti Lucembursku).

### Reprezentační zápasy a góly
Zápasy Karola Kisela za A-mužstvo Slovenska
| Rok    | Zápasy | Góly |
| ------ | ------ | ---- |
| 2002   | 5      | 0    |
| 2003   | 7      | 0    |
| 2004   | 2      | 0    |
| 2005   | 9      | 1    |
| 2006   | 0      | 0    |
| 2007   | 2      | 0    |
| Celkem | 25     | 1    |

Góly Karola Kisela za A-mužstvo Slovenska
| Gól | Datum      | Stadion                                    | Soupeř      | Skóre (min.) | Výsledek | Soutěž                 |
| --- | ---------- | ------------------------------------------ | ----------- | ------------ | -------- | ---------------------- |
| 010 | 8. 6. 2005 | Stade Josy Barthel, Lucemburk, Lucembursko | Lucembursko | 00:30 (54.)  | 0:4      | Kvalifikace na MS 2006 |

## Funkcionářská kariéra
Po ukončení aktivní hráčské kariéry se posunul na post sportovního ředitele Slavie. Od 19. 12. 2013 je členem představenstva Slavie (SK Slavia Praha - fotbal a.s.) spolu s jejím majitelem Alešem Řebíčkem. V březnu 2014 prohlásil, že Slavia nehodlá bránit svým hráčům, kteří hostují v jiných klubech, nastoupit proti ní. V dubnu 2014 před zápasem s Bohemians 1905 (oba týmy bojovaly o udržení v Gambrinus lize) ale Slavia využila klauzuli ve smlouvě s brankářem Martinem Berkovcem (tou dobou na hostování v Bohemians) a ten tak nesměl proti Slavii nastoupit.

V červnu 2015 ve funkci sportovního ředitele skončil.

## Osobní život
Od roku 2006 je ženatý. Manželka Lucie přivedla v létě 2007 na svět dceru Carmen. A 15. března 2013 se jim narodil syn Kai.
Karol Kisel byl také studentem právnické fakulty Západočeské univerzity v Plzni. Práva začal studovat v Košicích, pak chtěl přestoupit do Prahy. Musel by ale znovu do prvního ročníku. Proto studium přerušil a vrátil se k němu později.

## Úspěchy

### Klubové
AC Sparta Praha
- 1× vítěz Gambrinus ligy (2006/07)
- 3× vítěz českého poháru (2005/06, 2006/07, 2007/08)

Sydney FC
- 1× vítěz A-League (2009/10, základní část + play-off)